# ROMANCE (麻倉未稀のアルバム)
『ROMANCE』（ロマンス）は、1984年9月21日に発売された麻倉未稀の6枚目のオリジナル・アルバム。発売元はCRYSTAL BIRD/キングレコード。

## 概要
前作『Dancin' M』のCD版にのみ収録された9枚目のシングル「ロマンスは熱いうちに -The City of Romance-」と10枚目のシングル「リメンバー・ターン」を含む、ロック調の楽曲が多数収録されたアルバムとなっている。
A-1「Mega Madness」は、アメリカのミュージシャン マイケル・センベロが歌う「Gremlins...Mega Madness」(グレムリン…メガ・マッドネス) のカバー曲で、1984年公開のアメリカ映画『グレムリン』の劇中で歌われている楽曲。1984年12月にオリジナル・サウンドトラック・シングルのA面曲として発売された。ライナーノートのタイトル表記には、― From the warner Bros. Motion Picture "GREMLINS" ― と補記されている。
B-2「ぬれたコースター」は、1976年10月に発売された平山みきのシングル「やさしい都会」のB面曲「あなたの来る店」のカバー。B-3「スカーフェイス」は、1983年公開のアメリカ映画『スカーフェイス』のサウンドトラック・アルバム収録曲で、アメリカのミュージシャン ポール・エンゲマン が歌いシングルカットされた「Scarface (Push It to the Limit)」A面曲のカバー。
2023年2月3日に開始された音楽配信では、「ロマンスは熱いうちに -The City of Romance-」がカットされ、14枚目のシングル「孤独の戦士 (ロンリー ハンター)」とそのB面曲「想い出に愛をこめて」が追加されている。

## 収録曲

### LP・CT

#### Side A
1. Mega Madness
作詞・作曲：Michael Sembello, Mark Hudson, Don Freeman / 訳詞：松井五郎 / 編曲：戸塚修
  - マイケル・センベロ「Gremlins...Mega Madness」のカバー。
2. リメンバー・ターン
作詞：松井五郎 / 作曲：いけたけし / 編曲：戸塚修
  - 10thシングルA面曲。
3. ロマンスは熱いうちに -The City of Romance-
作詞：松井五郎 / 作曲：いけたけし / 編曲：戸塚修
  - 9thシングルA面曲。
4. Love in the afternoon
作詞・作曲：Glen Ballard, Mark Mueller / 訳詞：麻倉未稀 / 編曲：戸塚修
5. 潮風にランナウェイ
作詞：竜真知子 / 作曲・編曲：渡辺博也

#### Side B
1. Marvelous Night
作詞：麻倉未稀 / 作曲：Michael Lin / 編曲：戸塚修
  - 「リメンバー・ターン」のB面曲。
2. ぬれたコースター
作詞：荒井由実 / 作曲：筒美京平 / 編曲：戸塚修
  - 平山みき「あなたの来る店」のカバー曲。
3. スカーフェイス
作詞・作曲：Pete Bellotte, Giorgio Moroder / 訳詞：松井五郎 / 編曲：渡辺博也
  - ポール・エンゲマン「Scarface (Push It to the Limit)」のカバー曲。
4. 横須賀 Break dance
作詞：麻倉未稀 / 作曲：Michael Lin / 編曲：戸塚修
  - 11thシングル「ヒーロー HOLDING OUT FOR A HERO」B面曲。
5. 一通のエアメール
作詞：麻倉未稀 / 作曲：Michael Lin / 編曲：戸塚修

### CD
1. Mega Madness
2. リメンバー・ターン
3. ロマンスは熱いうちに -The City of Romance-
4. Love in the afternoon
5. 潮風にランナウェイ
6. Marvelous Night
7. ぬれたコースター
8. スカーフェイス
9. 横須賀 Break dance
10. 一通のエアメール

### 配信
1. Mega Madness
2. リメンバー・ターン
3. Love in the afternoon
4. 潮風にランナウェイ
5. Marvelous Night
6. ぬれたコースター
7. スカーフェイス
8. 横須賀 Break dance
9. 一通のエアメール
10. 孤独の戦士 (ロンリー ハンター)
11. 想い出に愛をこめて

## 参考資料
- オリコン『ALBUM CHART-BOOK COMPLETE EDITION 1970-2005』オリコン・マーケティング・プロモーション、2006年4月。ISBN 978-4-87131-077-2。